# 穆拉加恰
穆拉加恰（Muragachha），是印度西孟加拉邦North Twentyfour Parganas县的一个城镇。总人口9790（2001年）。

## 人口
该地2001年总人口9790人，其中男性5022人，女性4768人；0—6岁人口1127人，其中男589人，女538人；识字率73.94%，其中男性为79.15%，女性为68.46%。